# Duffy Power
Duffy Power (* 9. September 1941 in Fulham, London, England; † 19. Februar 2014), eigentlich Ray Howard, war ein britischer Pop- und Blues-Sänger. Er gehörte zu den Künstlern, die Larry Parnes unter Vertrag hatte.
Parnes entdeckte den 17-jährigen Ray Howard 1959 bei einem Talentwettbewerb. Er nahm ihn unter Vertrag und gab ihm den Namen Duffy Power. Mit Coverversionen bekannter Songs wie Dream Lover und Ain’t She Sweet hatte Power mäßigen Erfolg. Seine Bühnenshow soll jedoch beeindruckend gewesen sein.
Power freundete sich mit zwei Kollegen aus dem Stall von Parnes an, Billy Fury und Dickie Pride; zeitweise wohnten sie auch zusammen. 1961 trennte sich Power im Streit von Parnes. Der Erfolg stagnierte, Power unternahm sogar einen Suizidversuch mit Gas.
In einem Club hörte Power die Musik, der er sich in Zukunft widmete: den Blues. Mit Ginger Baker, Jack Bruce und John McLaughlin schloss er sich Graham Bond an. 1963 hatten sie mit dem Beatles-Song I Saw Her Standing There einen Hit.
Solo war Power mit Tired, Broke and Busted erfolgreich. Er machte auch mit Alexis Korners Blues Incorporated Aufnahmen. 1968 war wieder ein Tiefpunkt seiner Karriere erreicht. Power hatte mit mentalen Problemen zu kämpfen.
In den 1970ern und 1980ern ging es auf und ab. Power schrieb Songs und Filmmusik und war an Alexis Korners The Party Album (1978) beteiligt. 1992 erschien das Album Blues Power, eine Werkschau der über 30-jährigen Karriere von Duffy Power.

## Belege
1. ↑   Duffy Power 1941-2014 (Memento vom 1. März 2014 im Internet Archive), abgerufen am 29. Dezember 2021

| Personendaten    | Personendaten                    |
| ---------------- | -------------------------------- |
| NAME             | Power, Duffy                     |
| ALTERNATIVNAMEN  | Howard, Ray (wirklicher Name)    |
| KURZBESCHREIBUNG | britischer Pop- und Blues-Sänger |
| GEBURTSDATUM     | 9. September 1941                |
| GEBURTSORT       | London, England                  |
| STERBEDATUM      | 19. Februar 2014                 |